# Municipio de Richwoods (condado de Sharp)
El municipio de Richwoods (en inglés: Richwoods Township) es un municipio ubicado en el condado de Sharp en el estado estadounidense de Arkansas. En el año 2010 tenía una población de 1827 habitantes y una densidad poblacional de 14,7 personas por km².

## Geografía
El municipio de Richwoods se encuentra ubicado en las coordenadas 36°12′29″N 91°36′45″O / 36.20806, -91.61250. Según la Oficina del Censo de los Estados Unidos, el municipio tiene una superficie total de 124.31 km², de la cual 124,31 km² corresponden a tierra firme y (0 %) 0 km² es agua.

## Demografía
Según el censo de 2010, había 1827 personas residiendo en el municipio de Richwoods. La densidad de población era de 14,7 hab./km². De los 1827 habitantes, el municipio de Richwoods estaba compuesto por el 96,83 % blancos, el 0,38 % eran afroamericanos, el 0,49 % eran amerindios, el 0,11 % eran asiáticos, el 0,33 % eran de otras razas y el 1,86 % eran de una mezcla de razas. Del total de la población el 1,09 % eran hispanos o latinos de cualquier raza.